# Kukuřice setá
Kukuřice setá (Zea mays) je druh jednoděložné rostliny z čeledi lipnicovitých (Poaceae). Český název kukuřice patří mezi novotvary vytvořené v 19. století Janem Svatoplukem Preslem.

## Botanická charakteristika

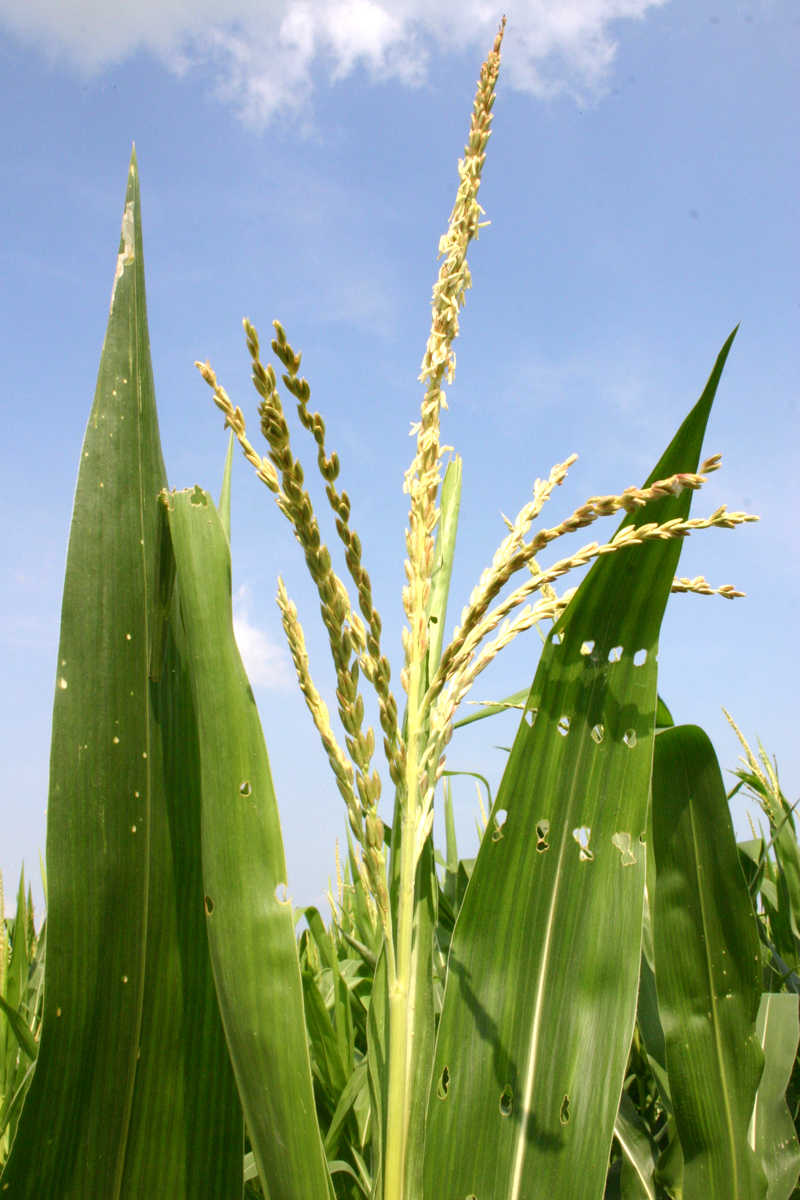
Samčí květenství

Jedná se o robustní jednoletou trávu, dorůstající nejčastěji do výšky 1–3 m. Někdy zvláště v suchých podmínkách může být i nižší, např. jen 0,5 m, jsou ale známy rostliny i šestimetrové. Listy jsou střídavé, přisedlé s listovými pochvami a souběžnou žilnatinou. Čepele jsou asi 30–90 cm dlouhé a asi 1,5–12 cm široké. Květy jsou jednopohlavní, v pohlavně rozlišených květenstvích. Samčí květenství je vrcholová lata klásků, někdy je interpretováno jako několik hroznů vyrážející z hlavní osy. Samčí klásky jsou uspořádány v párech, kdy jeden klásek je stopkatý a druhý přisedlý a každý klásek obsahuje 2 květy. Na bázi každého klásku jsou 2 plevy, které na rozdíl od některých divokých druhů nejsou na kýlu křídlaté. Každý samčí květ obsahuje bělomázdřitou pluchu a plušku. Tyčinky jsou 3, plenky 2. Samičí květenství vyrůstají z úžlabí listu. U pěstované kukuřice seté pravé to je ztlustlý klas, někdy nazývaný palice (nejčastěji 2–5, vzácněji až 10 cm silný), který se skládá z mnoha řad obilek, v každém klasu jich je od 60 po více než 1000. U divokých subspecií je samičí květenství mnohem skromnější dvouřadý klas či hrozen (záleží na interpretaci), pouze asi 1 cm silný a obsahuje jen 4–15 obilek. U divokých forem se klas za zralosti rozpadá, u pěstované kukuřice zůstává vcelku. Celý samičí klas je uzavřen v pochvách listenů, u divokých forem bývá obalová pochva jen jedna, na vrcholu vyčuhuje chomáč čnělek s bliznami. Samičí klásky jsou podobně jako samčí dvoukvěté, ale dolní květ je sterilní, proto z každého klásku vzniká pouze jedna obilka. Na bázi klásku jsou 2 plevy, ve kterých je u divokých forem obilka uzavřena, u pěstované kukuřice jsou plevy redukované. Každý fertilní květ obsahuje jednu suchomázdřitou pluchu a plušku, plenky u samičích květů chybí, čnělky jsou 2, ale jsou skoro po celé délce srostlé, jen nahoře dvouklané. Původně se jednalo o diploida, počet chromozómů je 2n=20, dnes se však pěstují i tetraploidi, 2n=40.
Kukuřice je větrosprašná (anemogamie), pyl je přenášen zejména větrem, včely a jiný hmyz sice pyl sbírají, ale jejich význam pro opylování je malý, protože nemají důvod navštěvovat také samičí květenství. Pylová zrna jsou relativně těžká a velmi rychle vysychají; udává se životnost 10 až 30 minut. Pyl je rozprašován zhruba po dobu 14 dní. Samčí pohlavní orgán většinou dozrává dříve než samičí, což je považováno za původní mechanismus zabezpečující cizosprášení. U mnohých moderních odrůd však dozrávají obě květenství ve stejnou dobu. V přirozených podmínkách se kukuřice rozmnožuje pouze semenem. Zhruba 95 % semen je oplodněno cizosprášením, zbytek samosprášením. Kukuřice během domestikace ztratila schopnost uvolňovat semena z palice a tak je zcela závislá na pomoci člověka. Kukuřice se nerozmnožuje vegetativně. Je sice teoreticky možné rozmnožovat kukuřici pomocí sterilních technik z tkáňových kultur, ale je to na rozdíl od některých jiných kulturních plodin velmi obtížné a nespolehlivé.
Kukuřice je jako mnohé další tropické rostliny plodina s fotosyntézou typu C4. Díky tomu je kukuřice schopná za dostatečného osvětlení velmi rychle růst a produkovat enormní množství biomasy. Udává se maximální výnos až 23 t z hektaru. Není rovněž příliš náročná na vodu.

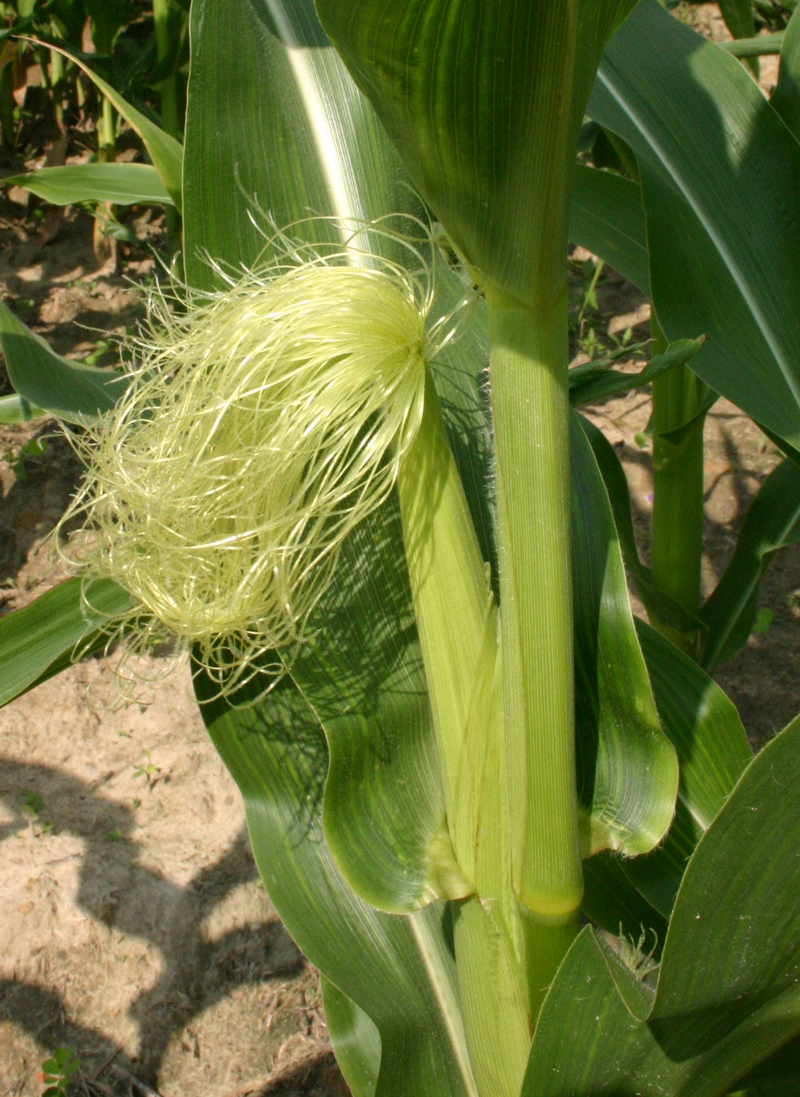
Samičí květenství
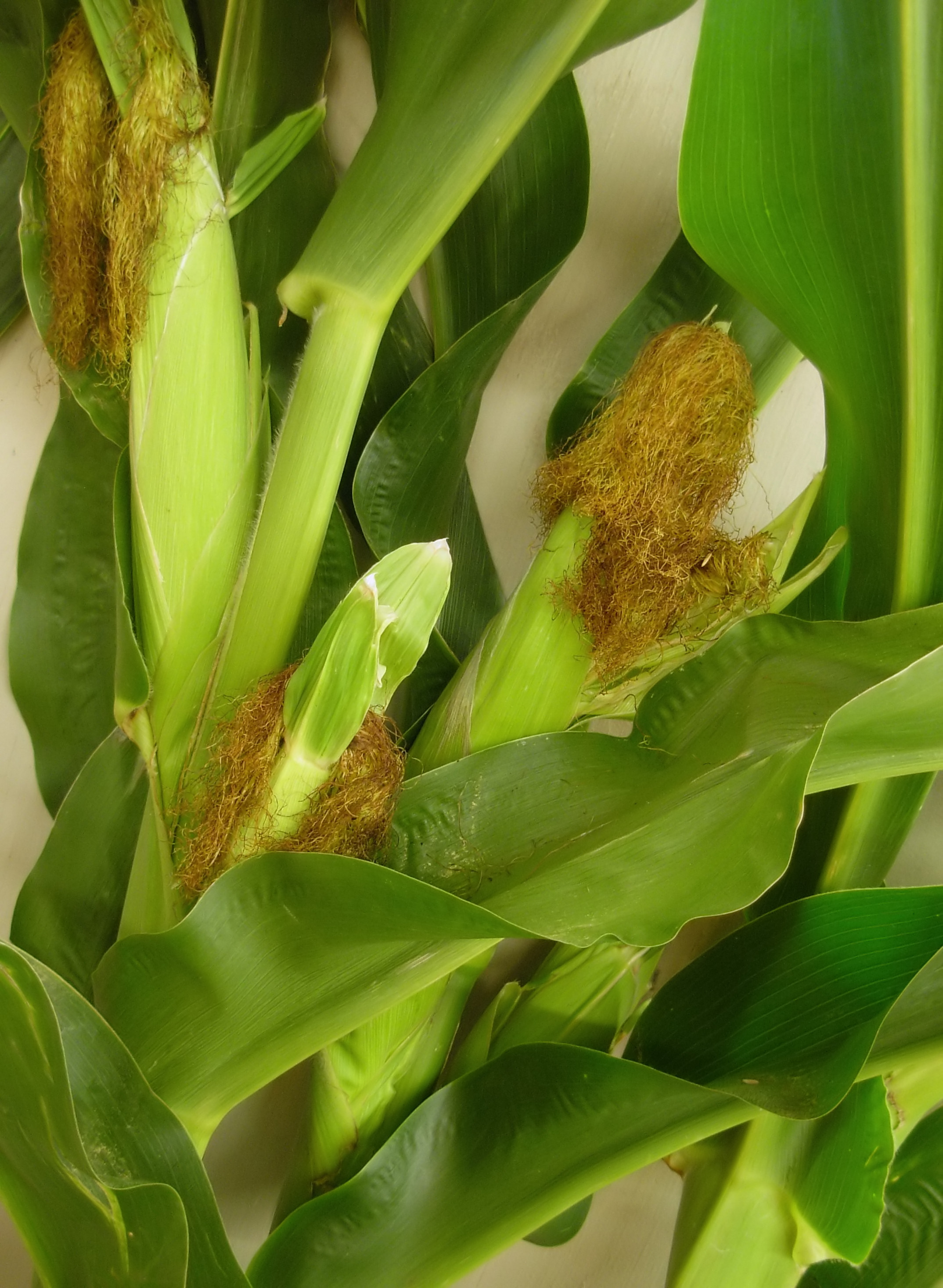
Stonky, klasy a vlákna
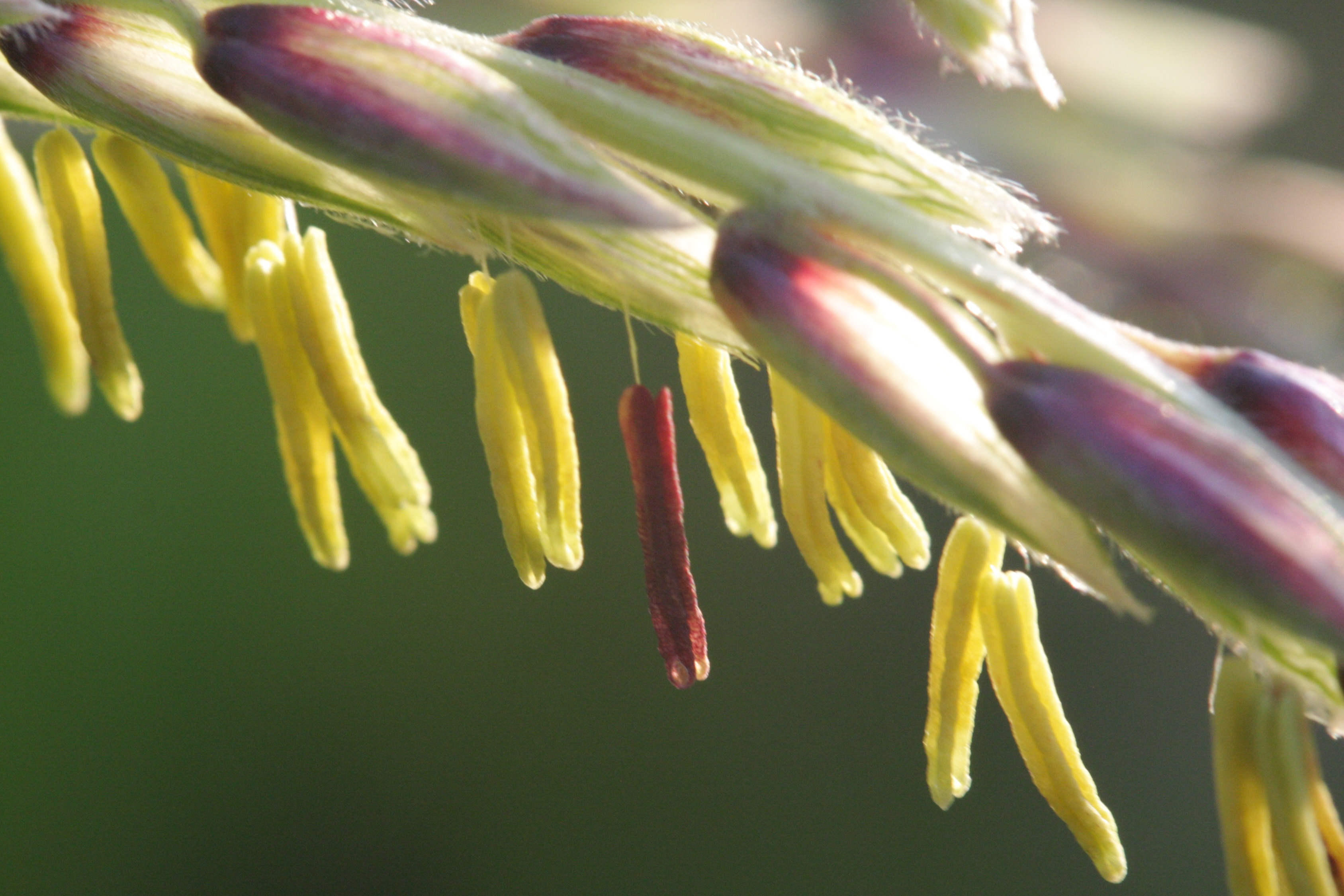
Samčí květy

## Vnitrodruhové členění

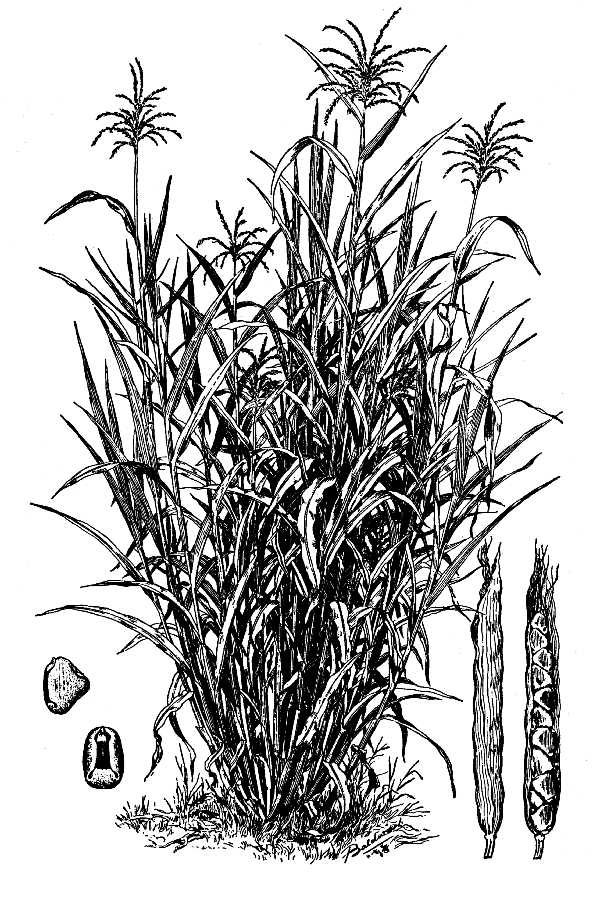
Zea mays subsp. mexicana

Široce pěstovaná polní plodina je pouze kukuřice setá pravá (Zea mays subsp. mays). Ostatní divoké poddruhy se nazývají pojmem teosinte (množné číslo teosintes). Kromě 3 divokých subspecií kukuřice seté náleží k teosintům také všechny další známé druhy rodu Zea: Zea diploperennis, Zea perennis, Zea nicaraguensis a Zea luxurians. Tyto druhy (všechny kromě druhu Zea mays) jsou některými autory řazeny do samostatného rodu Euchlaena Schrad. V tomto pojetí obsahuje potom rod Zea pouze jeden druh: Zea mays. Dnešní autoři většinou používají široké pojetí rodu Zea, s 5 uznávanými druhy.
Druh Zea mays se dělí na následující poddruhy (subspecie):
- Zea mays subsp. mays: Jedná se o známou, dnes na všech kontinentech kromě Antarktidy pěstovanou, kukuřici. Ostatní divoké subspecie se mimo oblast původu pěstují nanejvýš v pokusných kulturách. Je to čistě kulturní taxon, není známa z přirozených společenstev.
- Zea mays subsp. mexicana (Schrad.) H.H. Iltis, někdy považována za samostatný druh: Zea mexicana (Schrad.) Kuntze, syn.: Euchlaena mexicana Schrad.[5] Poddruh je znám pod názvy: Chalco Teosinte, Central-Plateau Teosinte či Nobogame Teosinte.[2] Samičí klas je daleko menší než u pěstované kukuřice, je jen 5–8 (vzácněji až 10) cm dlouhý, 0,6–0,8 cm silný. Poddruh je rozšířen v Mexiku, nejvíce v oblasti zvané Meseta Central. Ve své domovině roste často na okrajích polí pěstované kukuřice seté pravé, se kterou se i kříží.
- Zea mays subsp. huehuetenangensis (H.H. Iltis et Doebley) Doebley je mohutná tráva dorůstající až 5 m. Nazývá se Huehuetenango Teosinte. Na rozdíl od subsp. parviglumis má lysé listy.[2] Samičí klasy jsou podobné jako u subsp. mexicana. Je to endemit provincie Huehuetenango v Guatemele a také je to častý plevel v polích pěstované kukuřice, s níž se často kříží. Někdy roste ale i v lesích.
- Zea mays subsp. parviglumis H. H. Iltis et Doebley je tráva dorůstající nejčastěji výšky 2–4 m. Samičí klasy jsou podobné stavby jako u subsp. mexicana. Nazývá se Balsas Teosinte nebo Guerrero Teosinte.[2] Listy jsou na rozdíl od subsp. huehuetenangensis pýřité. Přirozeně roste v pacifické části Mexika, hlavně v oblastech Oaxaca a Jalisco, zvláště častá je u řeky Balsas. Jelikož nekvete současně se subsp. mays, nekříží se s ní tolik.

## Alternativní názvy
V šestnáctém století bývala v Evropě kukuřice označována například jako turecká pšenice. Turecká proto, protože autoři o ní píšící, si mysleli, že byla do Evropy dovezena z Řecka a Asie. Byla označována i jako turecké obilí (turkie corne) či indické jáhly, které v produkci nahradila. V moravských nářečích se používá označení turkyň.

## Historie
Kukuřice setá pravá je kulturní taxon, který má svůj původ ve Střední Americe. Existuje několik hypotéz vzniku této kulturní rostliny.
1. Kukuřice setá pravá vznikla přímou domestikací poddruhu Zea mays subsp. parviglumis, který je domácí v Mexiku, hlavně v údolí řeky Balsas. Více než 12 % genetického materiálu z poddruhu Zea mays subsp. mexicana se do kukuřice seté pravé dostala díky introgresivní hybridizaci poddruhů Zea mays subsp. mexicana a Zea mays subsp. parviglumis
2. Kukuřice setá pravá vznikla procesem hybridizace nějaké primitivní domácí kukuřice (jen lehce změněné oproti divokým formám) a nějakého divokého druhu ze sect. Luxuriantes, buď Zea diploperennis nebo Zea luxurians.
3. Kukuřice setá pravá vznikla dvojnásobnou nebo vícenásobnou domestikací nějaké neznámé divoké kukuřice či některého teosintu. Tento model byl však zpochybněn.
4. Kukuřice setá pravá se vyvinula z hybrida druhu Zea diploperennis a druhu Tripsacum dactyloides (tráva příbuzná kukuřicím). Paul Mangelsdorf se domnívá, že pěstovaná kukuřice je výsledkem hybridizace mezi dokonce mezi nějakým neznámým druhem divoké kukuřice a druhu z rodu Tripsacum. Moderní genetické výzkumy však tuto hypotézu vylučují.

Hypotézu číslo 1 navrhl George Beadle, nositel Nobelovy ceny za rok 1958. Ačkoliv byla tato hypotéza potvrzena četnými experimenty, pořád je zde mnoho nejasností.
Domestikace kukuřice seté začala už v pravěku, pravděpodobně mezi léty 10000 př. n. l. – 5500 př. n. l. Dnešní genetické experimenty naznačují, že domestikace kukuřice začala někdy kolem roku 7000 př. n. l. v centrálním Mexiku, někde v kopcích států Oaxaca a Jalisco. Ovšem podle kosterních pozůstatků se ukazuje, že kukuřice před 4700 př. n. l. neměla měřitelný podíl v jídelníčku. Mikrofosilie obsahující kukuřičný škrob byly objeveny archeology na kamenných nástrojích pocházejících z mexických lokalit. Odtud se pak pravděpodobně nová plodina šířila dále: před 7600 lety byla pěstována v Panamě, v severní části Jižní Ameriky byla hojná před 6000 roky. Nejpodobnější divoká kukuřice té pěstované dnes roste u řeky Balsas. Multidisciplinární studie ovšem naznačuje, že původem mohla být i Jižní Amerika.
Do Evropy se kukuřice dostala v průběhu 16. a 17. století. Existuje ale i hypotéza, že se kukuřice neznámou cestou dostala do Indie pravděpodobně již v 11. až 12. století. Důkazem měly být architektonické a sochařské prvky, připomínající kukuřičné palice. Pravdivost této domněnky je však více než sporná.

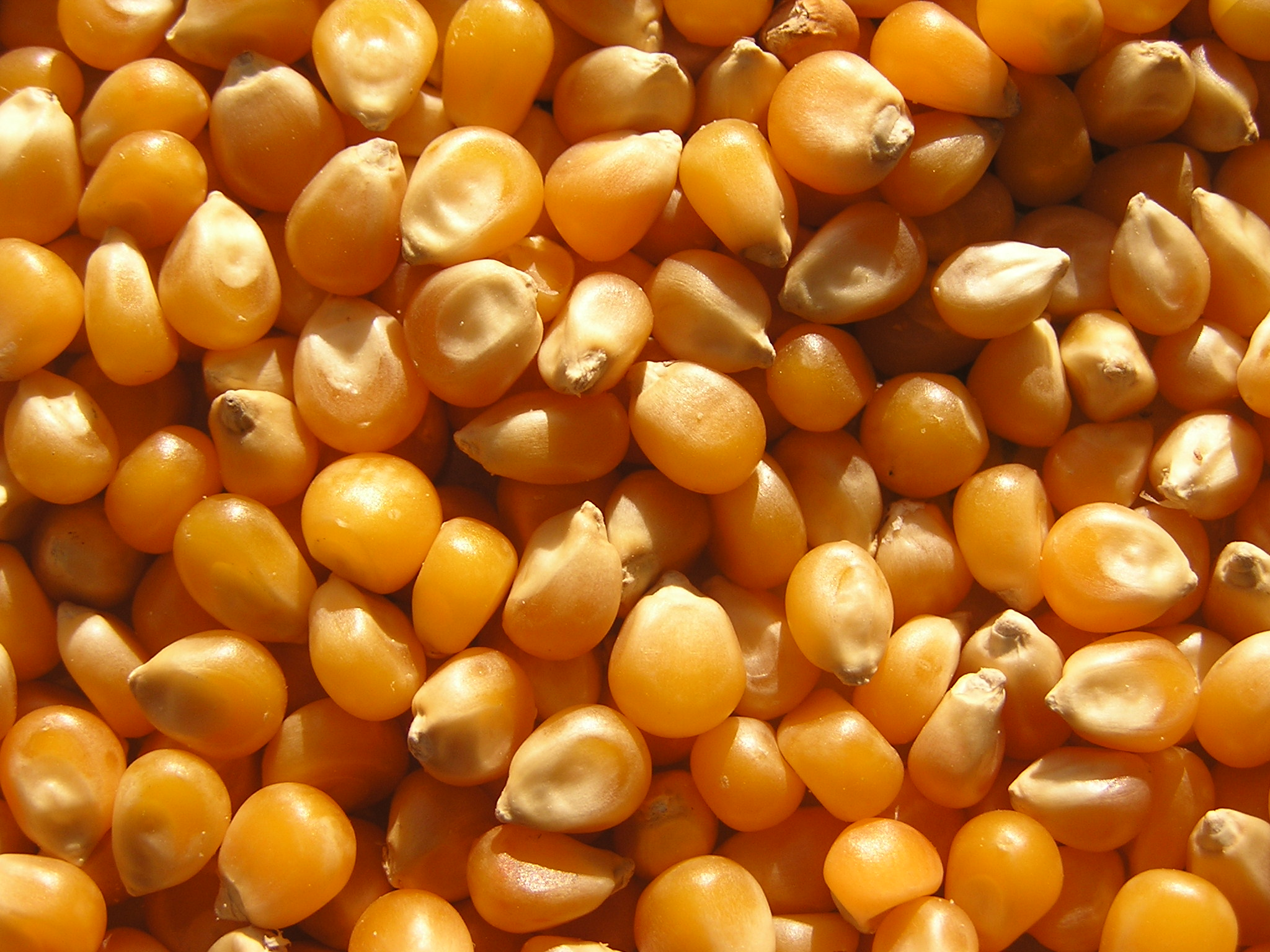
Zrnka kukuřice
Popis rostliny
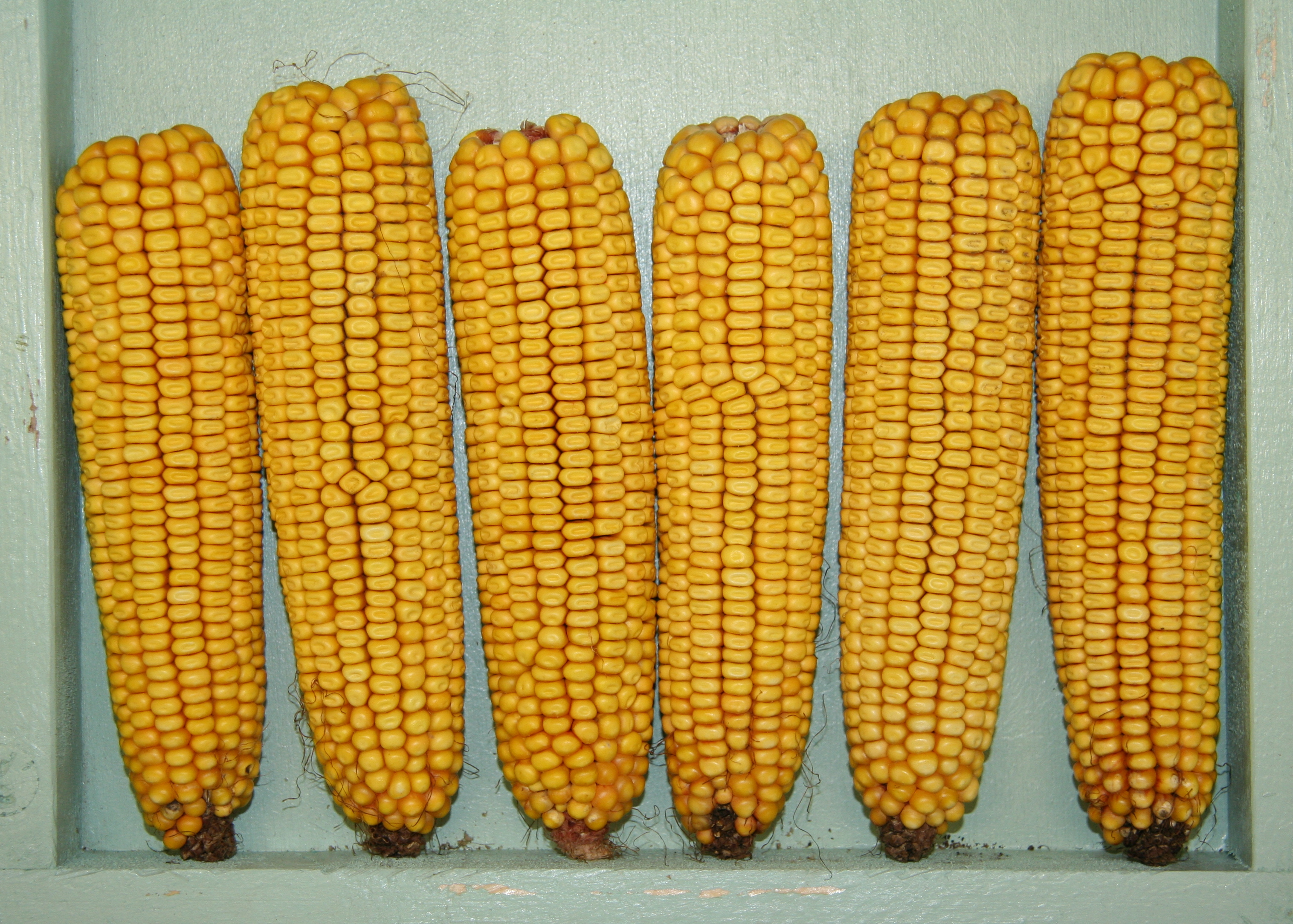
Zralá kukuřice
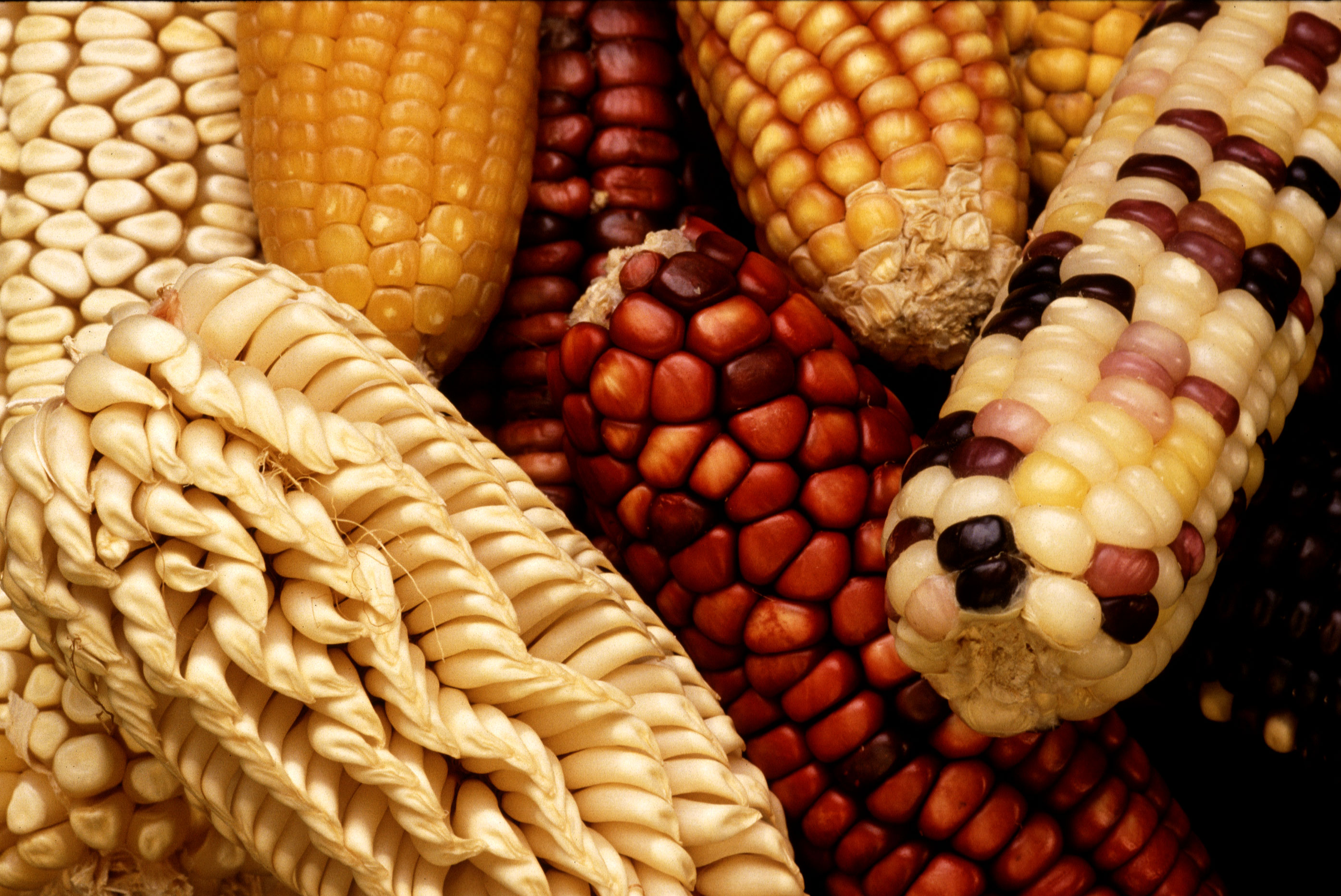
Exotické druhy kukuřice jsou přidávány do genetické diverzity (rozmanitosti) za předpokladu tendence výběrového pěstování
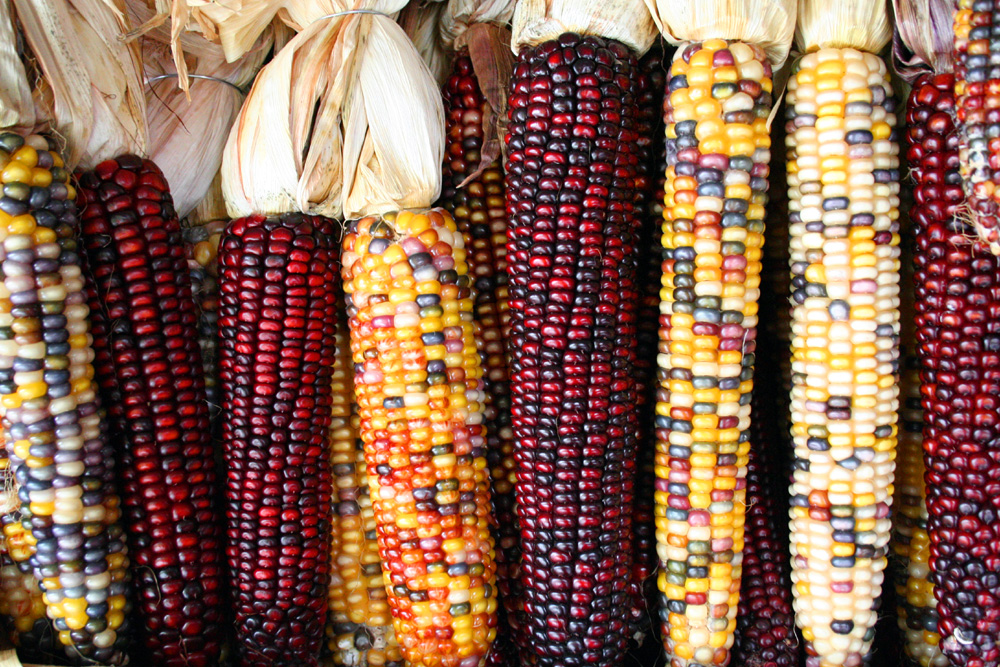
Pestré kukuřičné klasy
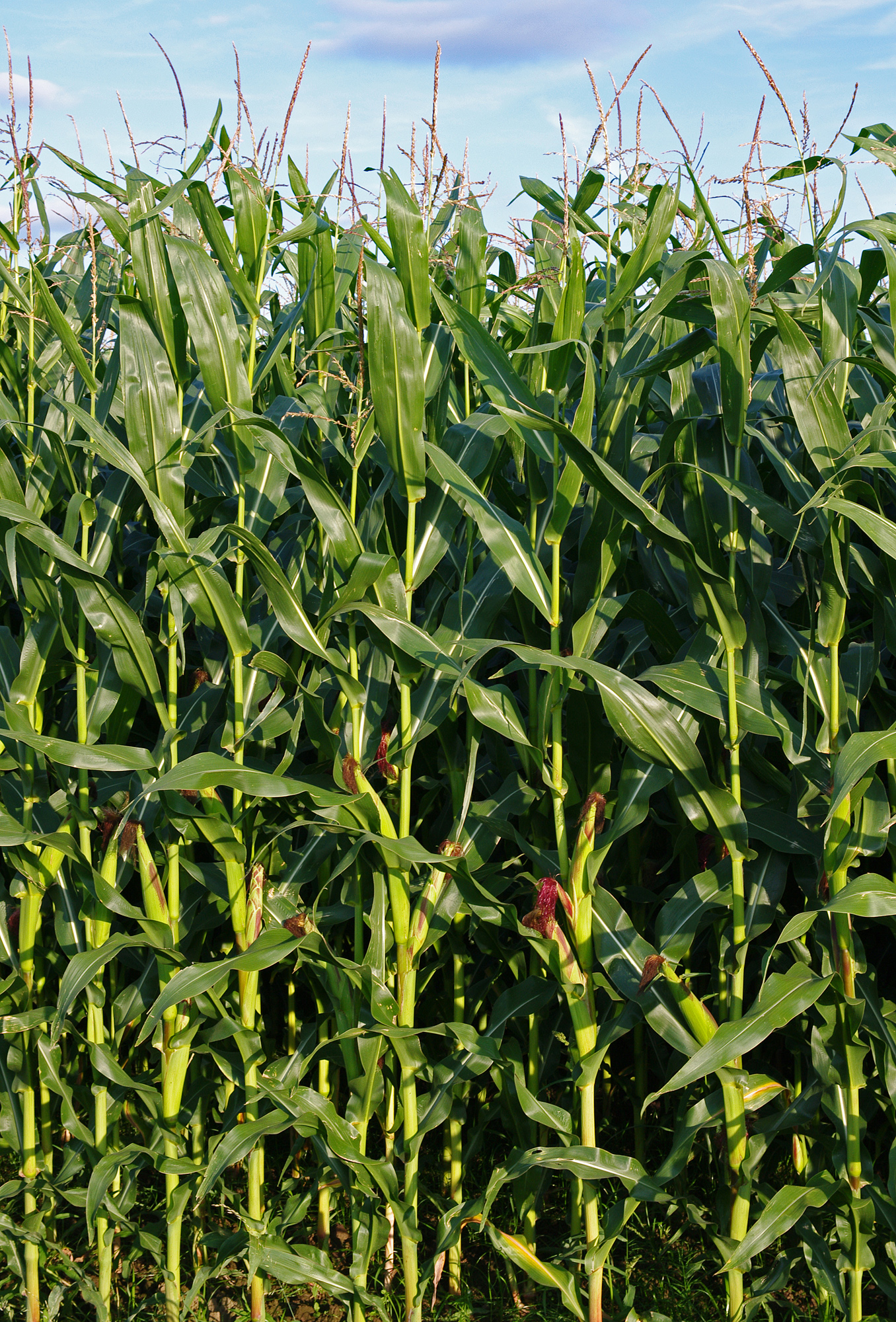
Plně vzrostlé rostliny kukuřice
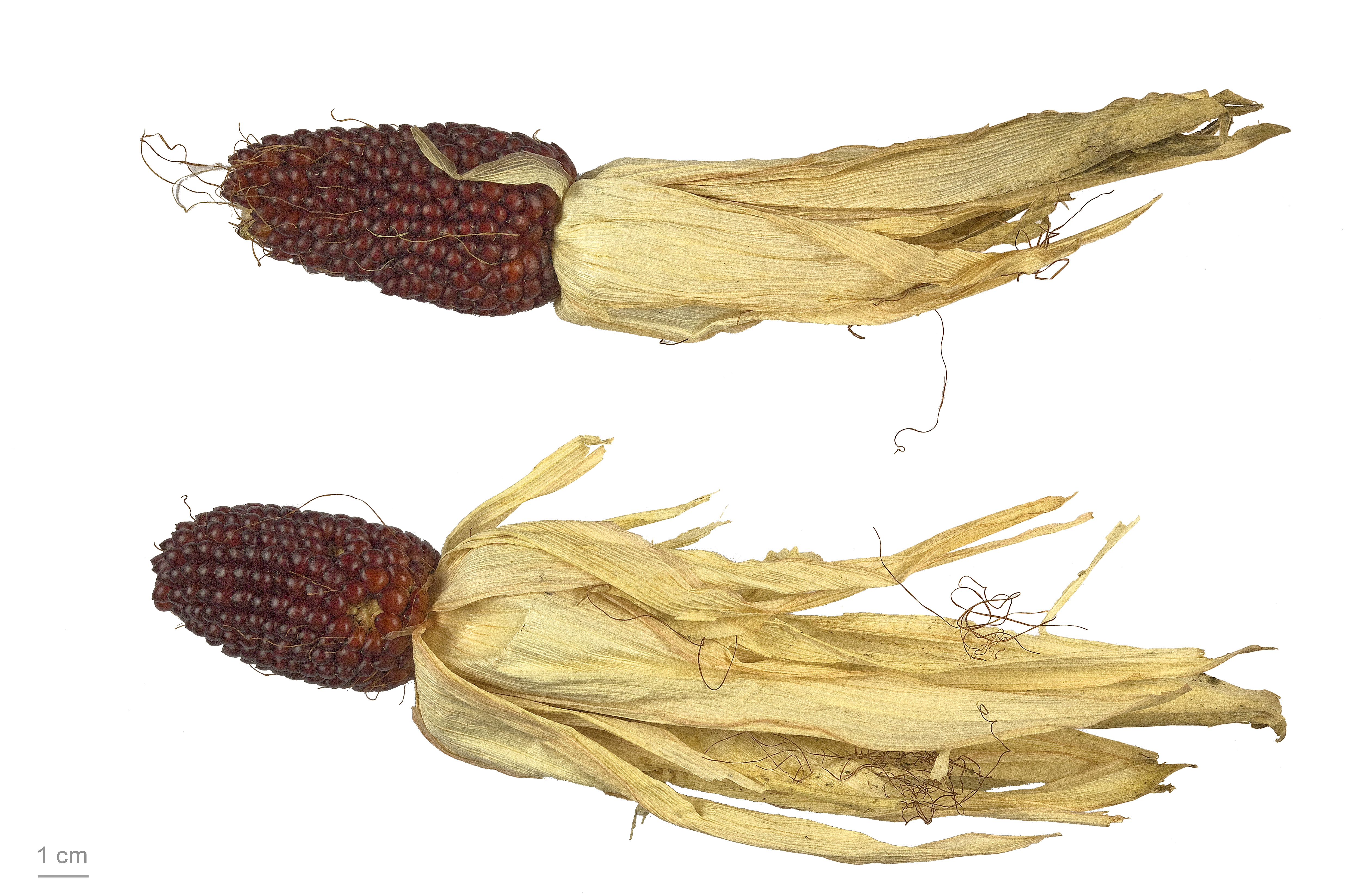
Zea mays "fraise"
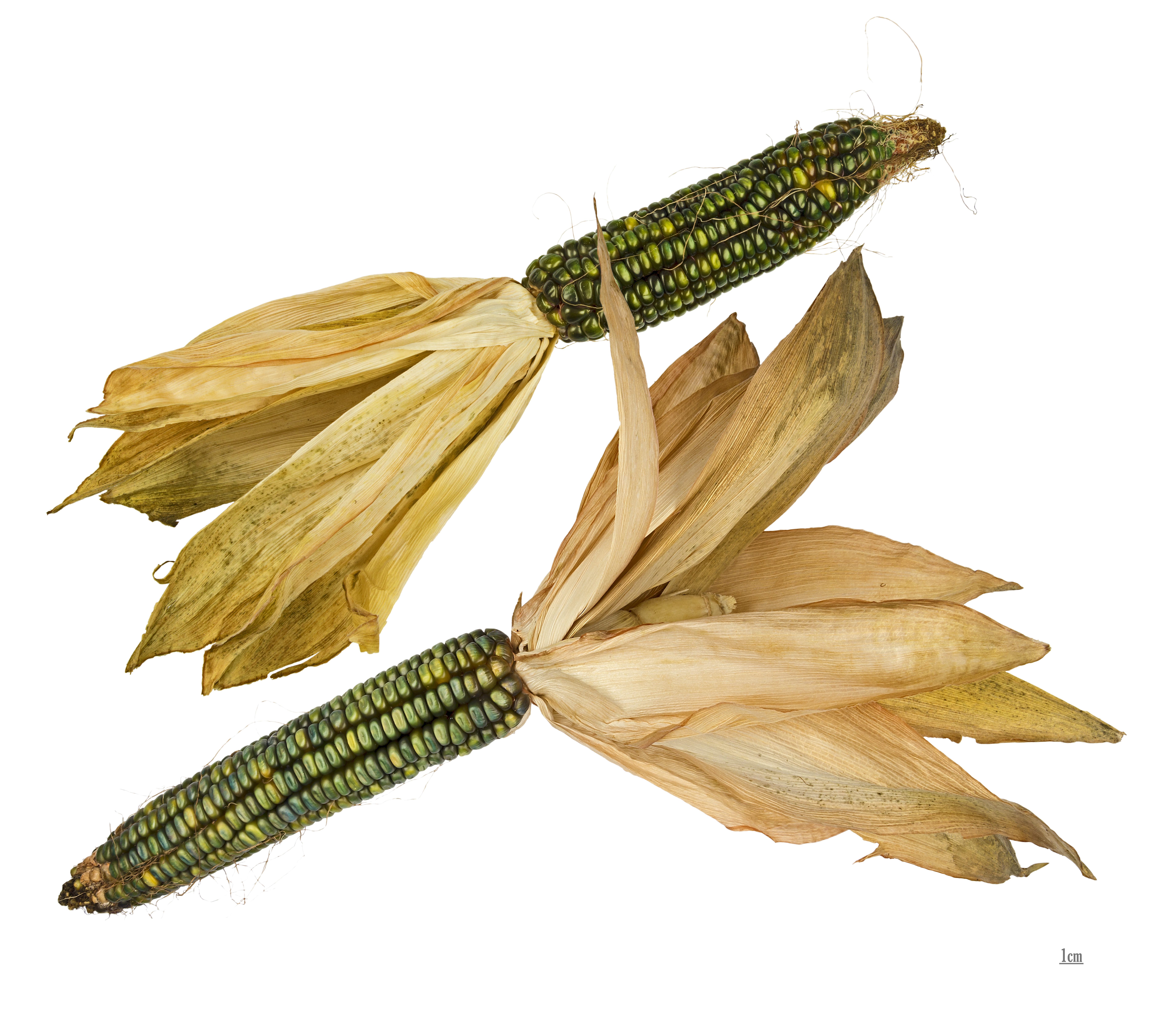
Zea mays "Oaxacan Green"
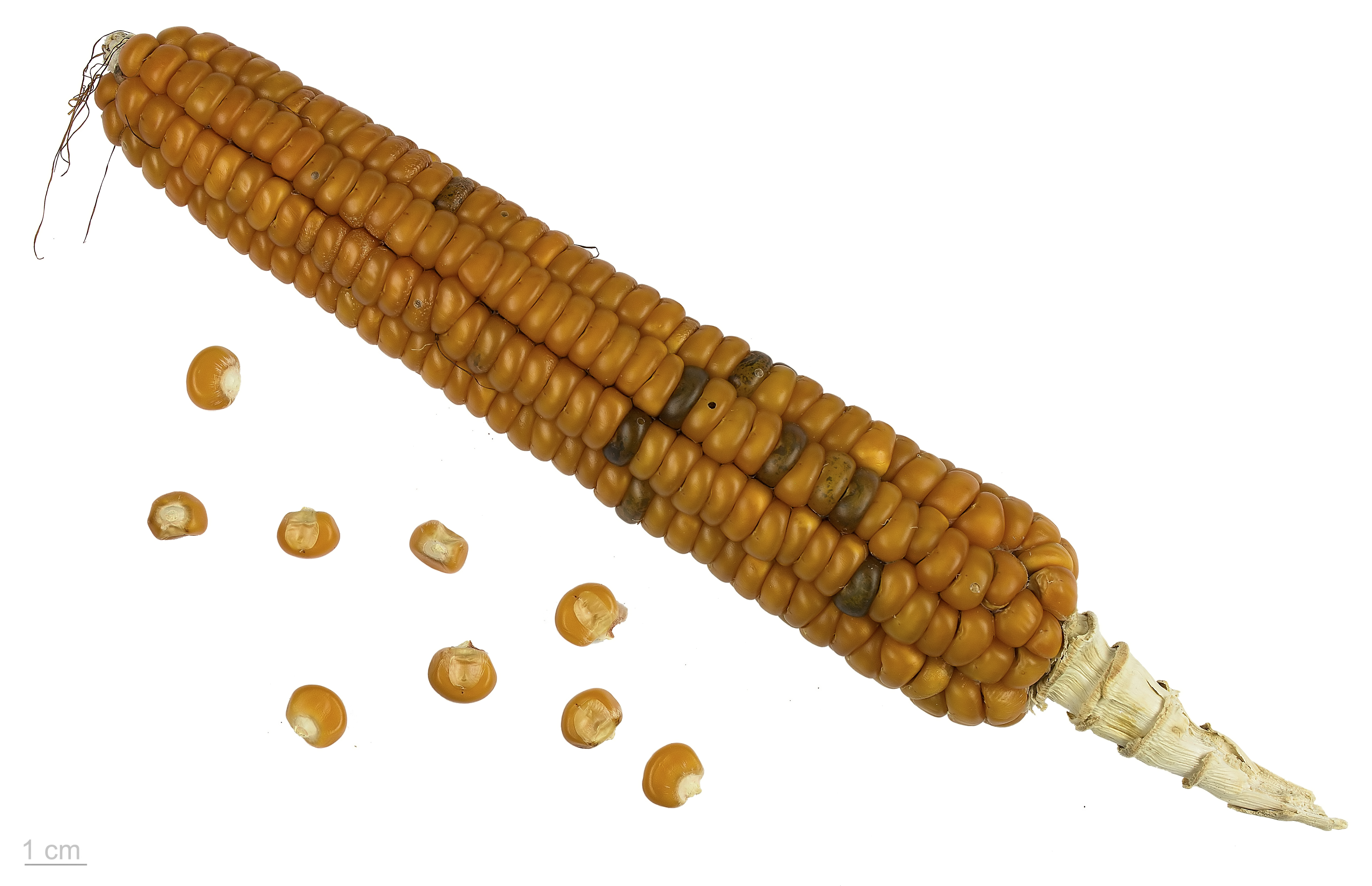
Zea mays 'Ottofile giallo Tortonese'

## Stanovištní podmínky

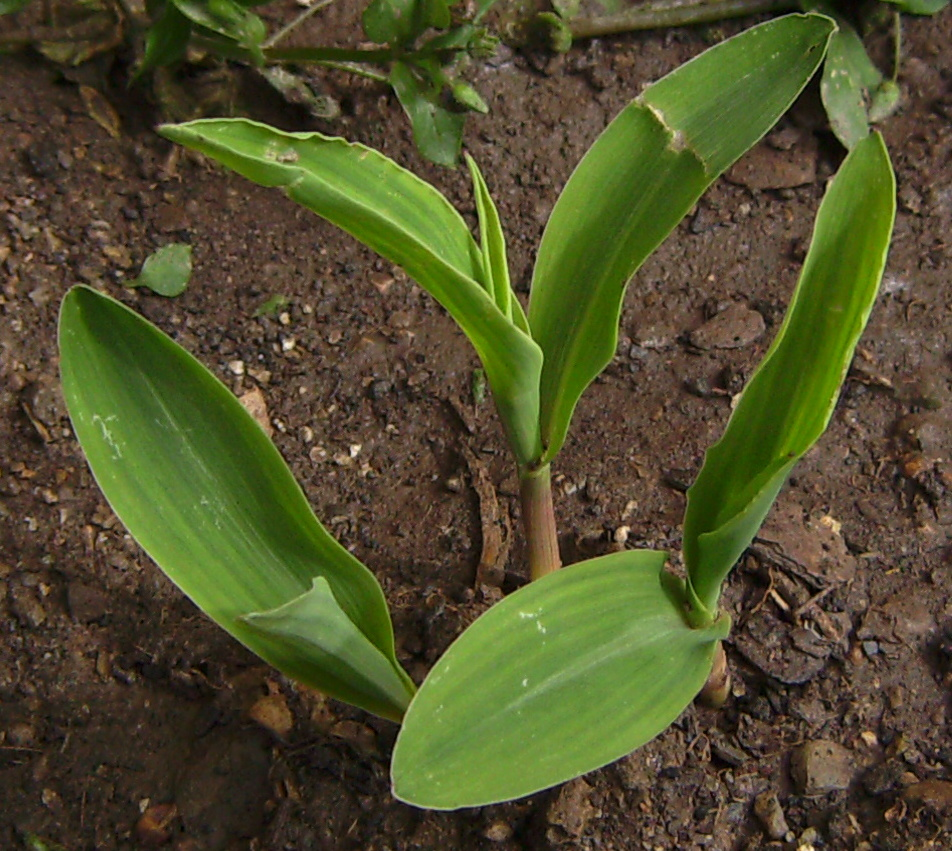
Tři týdny po zasetí

Podmínky vhodné pro pěstování jsou v podstatě podobné podmínkám ve kterých rostly původní divoké druhy, s tím, že procesem šlechtění dochází k toleranci určitým směrem a vyšší reakce na určité podměty.
Minimální teplota půdy pro klíčení se pohybuje okolo 10 °C, v průběhu vegetace je pak ideální teplota v rozmezí 20–40 °C. Původně se jedná o krátkodenní rostlinu, přičemž nové odrůdy nejsou k délce dne citlivé. Vyšší nároky na světlo však přetrvávají. Kukuřice je náročná na vodu – vytváří mohutný kořenový systém sahající do hloubek 1–4 m, pokud tomu dovoluje půdní profil. Preferuje hluboké a propustné půdy. Nesnáší naopak půdy obsahující hrubší frakce (písek), suché či zamokřené. Není odolná vůči zasolení. Preferuje půdy neutrální s vyšším obsahem organického materiálu a živin.

## Agrotechnika

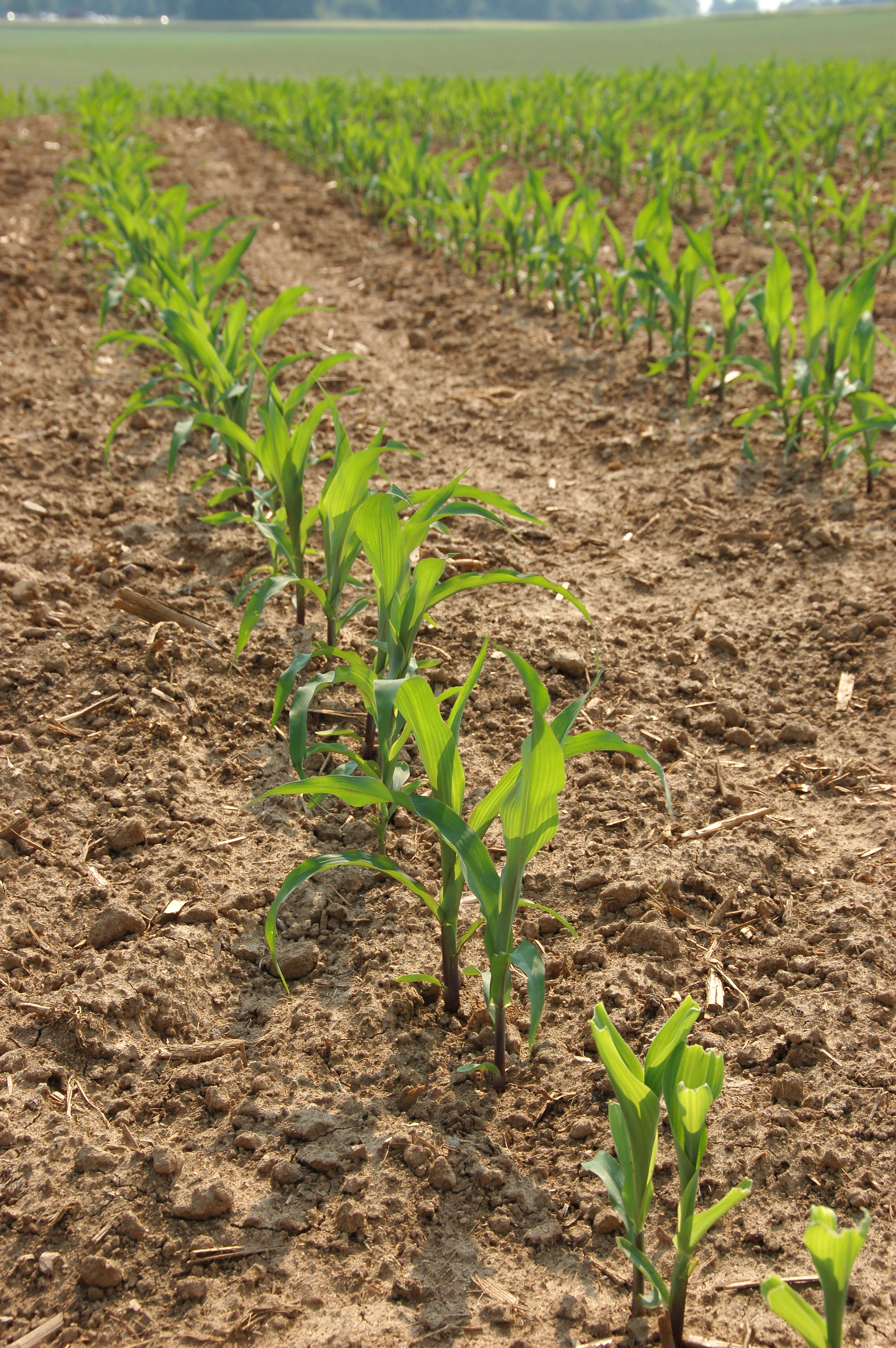
Mladé rostliny kukuřice seté na poli

Správná agrotechnika pěstování kukuřice předpokládá pěstování v pestrém osevním postupu, včetně pěstování krycích plodin. Na počátku založení kultury je podmítka strniště nebo úhoru, následuje hlubší orba, doplněná hnojením. Poté se připravuje seťové lůžko smykováním a vláčením. Následuje setí do řádek vzdálených 50–60 cm. Ve střední Americe se stále používá tradiční systém setby, kdy se do jednoho dolíku vyseje semínko kukuřice, dýně a fazole. Pokud není použita krycí plodina, provádí se meziřádkové ošetření proti plevelům a škůdcům včetně prokypření půdy. V oblastech s nízkými srážkami nebo nedostatkem vody jsou aplikovány závlahy. Poslední operací je sklizeň. Sklízí se buď na semeno (v technické zralosti při vlhkosti 25–30 %) nebo na siláž.

### Choroby a škůdci kukuřice
Choroby:
- sněť kukuřičná (Ustilago maydis)
- virus zakrslé mozaiky kukuřice, MDMV (anglicky: Maize Dwarf Mosaic Virus)
- Pantoea stewartii
- Puccinia sorghi

Škůdci:
- Heliothis zea
- Spodoptera frugiperda
- Pseudaletia unipuncta
- Papaipema nebris
- bázlivec kukuřičný (Diabrotica virgifera)
- Rhopalosiphum maidis
- zavíječ kukuřičný (Ostrinia nubilalis)
- Euxesta stigmatis
- Elasmopalpus lignosellus
- Peregrinus maidis

## Vegetační doba
V 60. letech 20. století byla vegetační doba pěstovaných odrůd kukuřice minimálně 120 dnů, nejběžnější odrůdy kukuřice v roce 2017 měly vegetační dobu přes 100 dní. Nejrychleji rostoucí kukuřici v roce 2017, s vegetační dobou pouze 70 dnů vyšlechtila společnost DowDuPont, v té době ale už na Aljašce byla šlechtěná kukuřice, která dokázala vyrůst za 60 dní. Tuto kukuřici se podařilo vypěstovat na polích vzdálených 190 kilometrů od severního polárního kruhu.

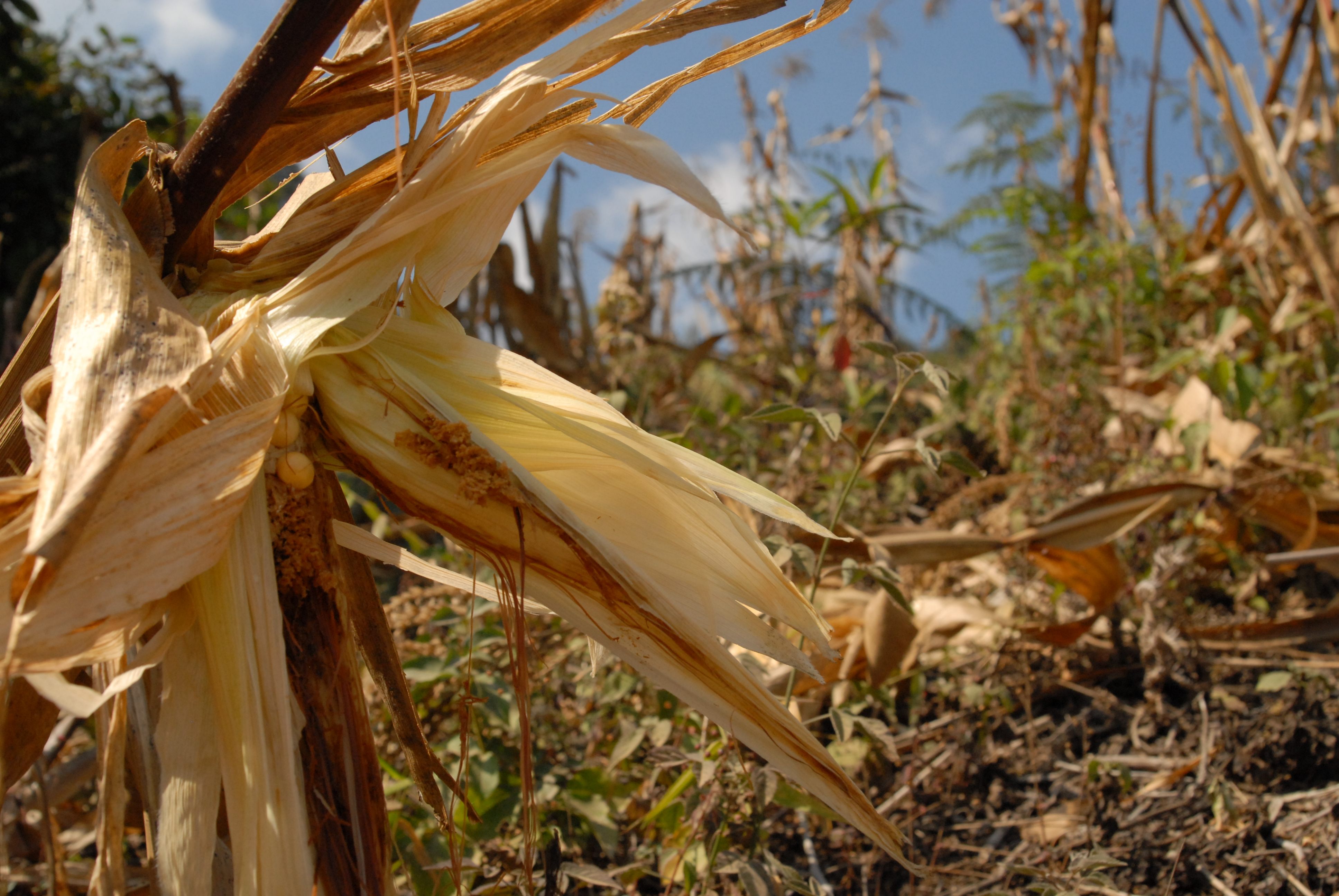
Kukuřice na úbočí mexické sopky Takana

## Použití

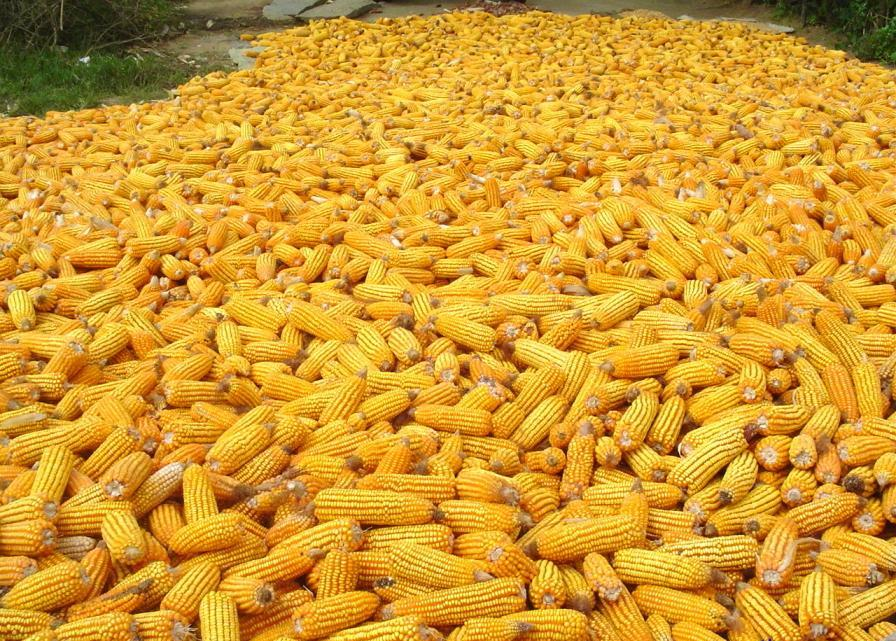
Hromada kukuřice v Indii

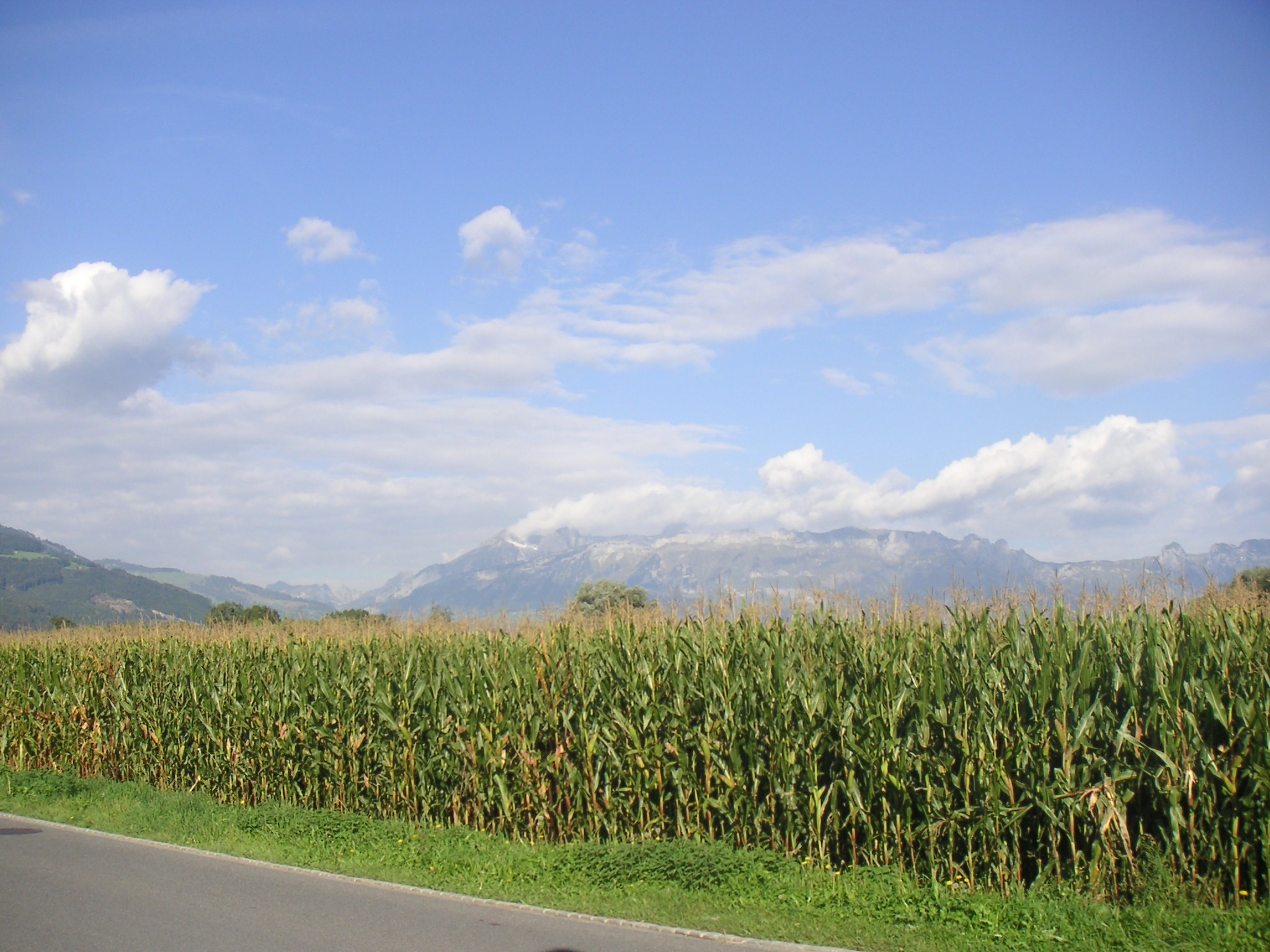
Rozsáhlé kukuřičné pole v Lichtenštejnsku

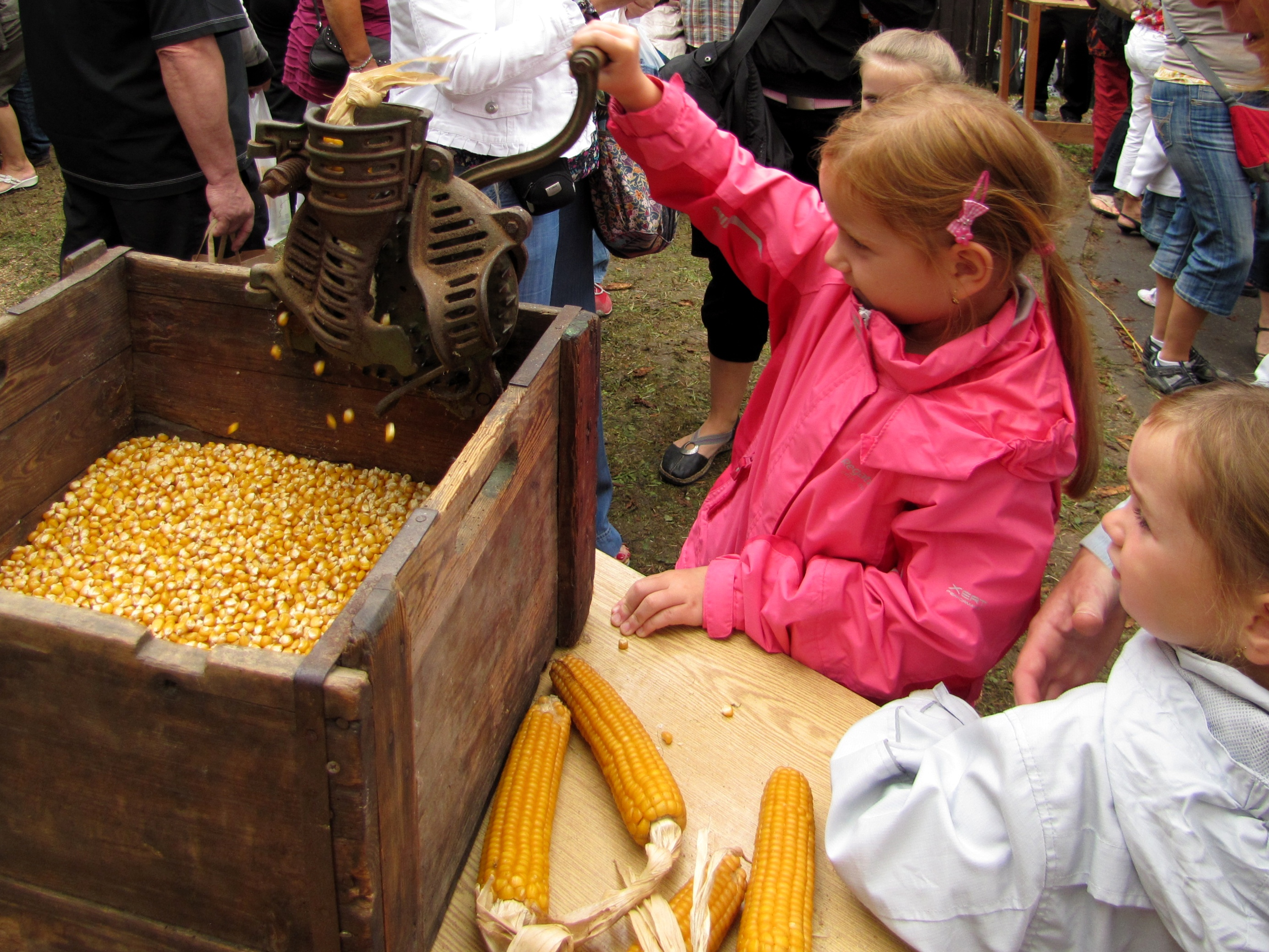
Ruční zpracování kukuřice

V rozvinutých zemích se kukuřice pěstuje převážně jako krmivo pro dobytek ať už ve formě zrna či siláže, nebo jako surovina pro zpracovatelský průmysl. Její přímá spotřeba jako potraviny je okrajová, přestože roste význam sladké kukuřice jako zeleniny. V potravinářském průmyslu slouží kukuřice jako zdroj oleje, škrobu, glukózy, fruktózového sirupu a bioetanolu. Uvažuje se rovněž o použití kukuřice pro výrobu biodegradovatelných plastů a proteinů pro medicínské účely. Protože kukuřice neobsahuje lepek, vyrábí se z ní bezlepková mouka vhodná k pečení chleba např. pro celiatiky.
V rozvojových zemích Latinské Ameriky a v Africe je kukuřice převážně spotřebována jako hlavní zdroj kalorií pro venkovské obyvatelstvo. V rozvojových zemích Asie je zhruba vyrovnané její použití jako potraviny i jako krmiva. Ve své domovské zemi Mexiku je kukuřice nedílnou součástí kultury a je nejenom přítomná téměř ve všech potravinách, ale suché stonky se používají jako stavební materiál pro ohrady a střešní krytiny, listy pro tvorbu rohoží atd.
Ze světové produkce kukuřice na zrno se přímo jako potravina spotřebuje zhruba 21 %.
| Spotřeba kukuřice roku 1999 (kg na obyvatele) |     |              |    |           |    |
| Malawi                                        | 137 | Honduras     | 98 | Zimbabwe  | 89 |
| Mexiko                                        | 127 | Jižní Afrika | 94 | Lesotho   | 87 |
| Zambie                                        | 113 | Salvador     | 93 | Venezuela | 68 |
| Guatemala                                     | 103 | Keňa         | 93 | Nikaragua | 56 |

U kukuřice pěstované na zrno je důležitou charakteristikou složení endospermu. Na základě této charakteristiky se rozlišuje pět různých typů kukuřice:
- Reventador (pop corn)- původní domestikovaná varianta. Má malá zrna s měkkým škrobovitým jádrem a velmi tvrdým pláštěm. Při zahřívání se voda uzavřená v jádře přemění v páru a ta plášť nakonec roztrhne. Tato kukuřice se pěstuje přibližně na 1 % rozlohy.
- Duro (flint) – podobná Pop kukuřici ale s větší velikostí zrna. Tato kukuřice se pěstuje především v horských podmínkách a v oblastech, kde je zapotřebí odolnost k chladu. Dobře snáší špatné skladovací podmínky. Zabírá asi 14 % rozlohy.
- Blando – kukuřice na mouku. Má měkké škrobové jádro a snadno se mele. Používá se pro přípravu tortil apod. Je to nejběžnější kukuřice pro přímou lidskou spotřebu. Zabírá asi 12 % rozlohy.
- Dentado – jádro je tvořeno měkčím škrobovým endospermem, který je částečně zakryt poněkud tvrdší slupkou. Ta však nepokrývá celé jádro, to proto při schnutí vytvoří charakteristickou výduť. Nejrozšířenější typ kukuřice, představuje zhruba 73 % světové produkce. Používá se převážně jako krmivo pro dobytek a v průmyslu na výrobu škrobu, etanolu, oleje aj.
- Sladká kukuřice – endosperm se skládá převážně z rozpustných cukrů s malým podílem škrobu. Představuje sice zanedbatelnou část produkce, pokud jde o rozlohu, ale zato se prodává za velmi vysokou cenu jako zelenina ve vyspělých zemích.

Při pěstování na zrno se nechává kukuřice důkladně vyschnout na poli a sklízí se až pozdě na podzim, nezřídka i na jaře následujícího roku. V našich podmínkách se kukuřice pěstuje převážně na siláž, v tomto případě se sklízí zelená ještě před dozráním palic.

### Kukuřice a lidské zdraví

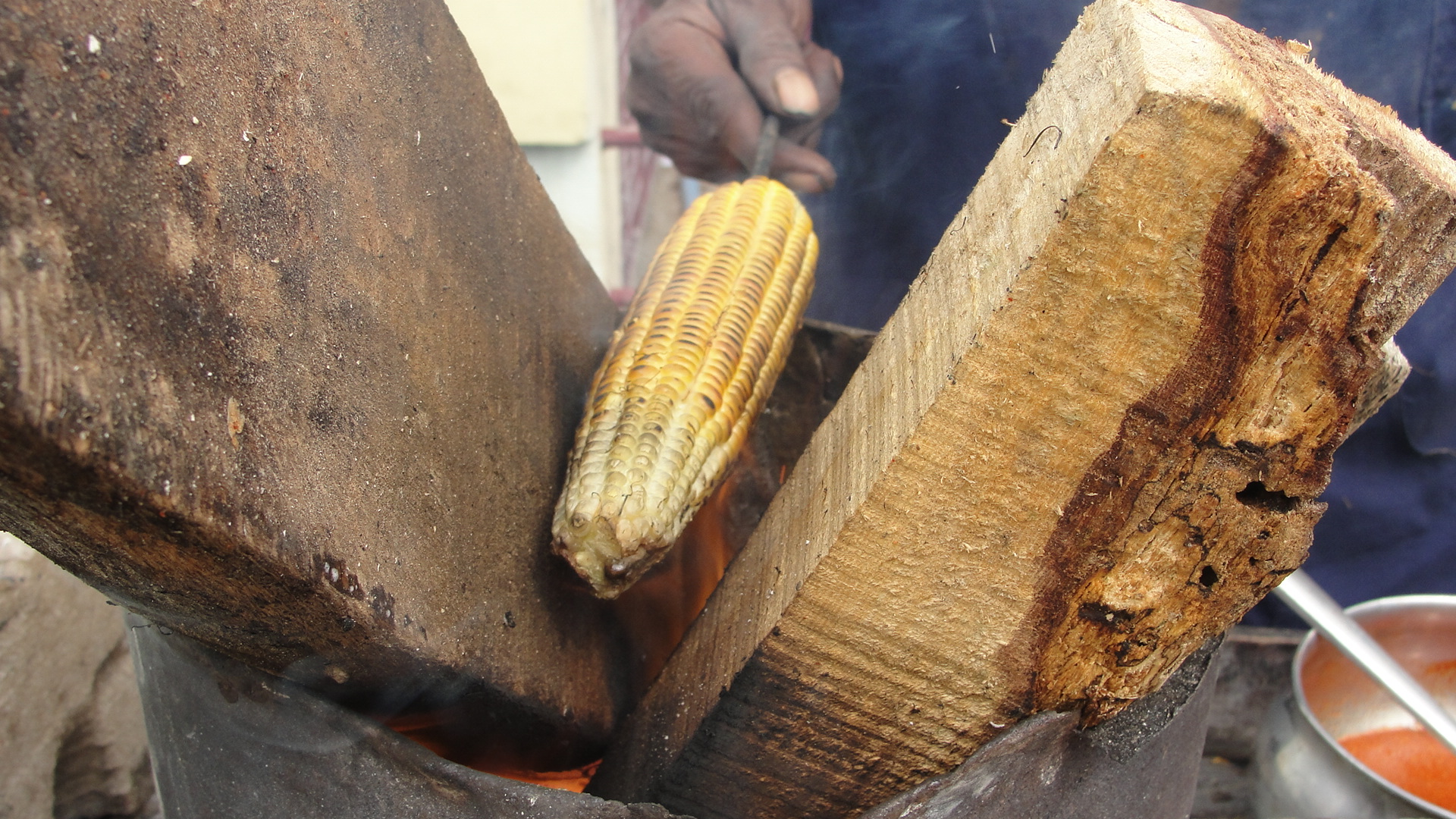
Opékání klasu nad otevřeným ohněm v Indii

Kukuřici je vhodné před dalším zpracováním povařit s vápnem nebo jinou zásaditou látkou. Tento proces se nazývá nixtamalizace a pomáhá k oddělení slupky, zvyšuje biologickou dostupnost tryptofanu (proteinogenní aminokyseliny) a niacinu (důležitého vitamínu), zvyšuje nutriční hodnotu kukuřice a činí ji chutnější a stravitelnější. Působením alkalických látek se niacin vázaný na hemicelulózu (niacytin) uvolní a může být využit organismem. Nedostatek niacinu může způsobit pellagru. Sekundárním benefitem je zvýšení obsahu minerálů (zejména vápníku při použití vápna) a výrazná deaktivace mykotoxinů produkovaných plísněmi Fusarium verticillioides a Fusarium proliferatum, které kukuřičná zrna běžně napadají.
Výtrusy cizopasné houby – sněti kukuřičné, která na kukuřičných klasech parazituje, obsahují alkaloidy podobné složením a účinkem alkaloidům námele.[zdroj?]

### Produkce
Podle ročenky FAO se výměra kukuřice mezi lety 1970 až 2009 zvýšila ze 113 milionů hektarů na 159,5 mil. ha, průměrný výnos stoupl z 2,35 t/ha na 5,12 t/ha a celková produkce tak vzrostla z 266 mil. tun na 817 mil. tun. Výnosy kukuřice v rozvinutých zemích jsou výrazně vyšší díky použití hybridního osiva, zavlažovacích systémů, hnojení a ochrany před škůdci.
| Produkce kukuřice roku 2007 (v milionech tun) |       |           |      |          |      |
| USA                                           | 332,1 | Argentina | 21,8 | Kanada   | 10,6 |
| Čína                                          | 151,8 | Indie     | 16,8 | Itálie   | 9,9  |
| Brazílie                                      | 51,6  | Francie   | 13,1 | Maďarsko | 8,4  |
| Mexiko                                        | 22,5  | Indonésie | 12,4 | Nigérie  | 7,8  |

V České republice dochází k postupnému zvyšování plochy oseté kukuřicí. Od počátku 90. let vzrostla výměra kukuřice z přibližně 30 000 ha na 85 000 ha v roce 2003. Rovněž hektarové výnosy u kukuřice na zrno vzrostly za stejné období z přibližně 4,5 t/ha na 5,5 t/ha v roce 2003 a dokonce na 6,4 t v roce 2004. U kukuřice na siláž se v našich podmínkách dosahuje výnosů okolo 30 t/ha (v roce 2004 činil průměrný výnos 32,4 t/ha).

## Produkce od 2020
Kukuřice je široce pěstována po celém světě a každoročně se vyprodukuje větší hmotnost kukuřice než jakéhokoli jiného obilí. V roce 2020 dosáhla celosvětová produkce 1,16 miliardy tun, přičemž největším producentem byly Spojené státy americké s podílem 31,0 % z celkového množství. Čína vyprodukovala 22,4 % celosvětové produkce. 
| Pořadí | Země                     | Produkce 2007 (mil. tun)          | Produkce 2020 (mil. tun) | Podíl 2020 (%) |
| 1      | Spojené státy americké   | 332,1                             | 360,3                    | 31             |
| 2      | Čína                     | 151,8                             | 260,7                    | 22,43          |
| 3      | Brazílie                 | 51,6                              | 104                      | 8,95           |
| 4      | Argentina                | 21,8                              | 58,4                     | 5,02           |
| 5      | Ukrajina                 |                                   | 30,3                     | 2,61           |
| 6      | Indie                    | 16,8                              | 30,2                     | 2,6            |
| 7      | Mexiko                   | 22,5                              | 27,4                     | 2,36           |
| 8      | Indonésie                | 12,4                              | 22,5                     | 1,94           |
| 9      | Jihoafrická republika    |                                   | 15,3                     | 1,32           |
| 10     | Rusko                    |                                   | 13,9                     | 1,2            |
|        | Celková světová produkce | *v roce 2007 celkem 817 mil. tun. | 1162,4                   |                |

Zdroj: FAOSTAT

## Šlechtění a genetika

### Nejvýznamnější odrůdy
Hlavními odrůdami kukuřice jsou: kukuřice obecná, neboli tvrdá (Zea mays conv. vulgaris syn. Z. mays conv. indurata), tzv. „koňský zub“ (Z. mays conv. identata syn. Z. mays conv. dentiformis), kukuřice pukancová (Z. mays conv. microsperma syn. Z. mays conv. everta), kukuřice škrobová (Z. mays conv. amylacea) a kukuřice cukrová (Z. mays conv. saccharata). Kukuřice pukancová má dvě formy. Je to Zea mays conv. everta var. leucornis a Z. mays conv. everta var. oryzoides.

### Modelový organismus
Kukuřice je významný modelový organismus používaný v genetice a vývojové biologii. Americká genetička Barbara McClintock objevila při práci s kukuřicí transpozony, za což dostala v roce 1983 Nobelovu cenu.

### GM kukuřice
Mnoho kontroverzí vyvolává pěstování geneticky upravené (Genetically modified – GM) kukuřice. Tato transgenní plodina má mnoho zarytých odpůrců, mezi něž patří britský následník trůnu princ Charles, environmentální organizace jako například Greenpeace a některé asociace bio-zemědělců.[zdroj?] Zrovna tak proponenti geneticky modifikované kukuřice, mezi které patří velké biotechnologické společnosti jako Monsanto, Pioneer Hi-Bred či Syngenta prosazují svůj pohled na GM kukuřici velmi tvrdě a často bezohledně.[zdroj?]
Většina GM kukuřice je pěstována v USA, Kanadě, Jihoafrické republice a ve Španělsku. Od roku 2005 se pěstuje rovněž v České republice, zatím jako první a jediná transgenní plodina. V současné době je nejběžnější GM kukuřice s vloženým genem z půdní bakterie Bacillus thuringiensis (odtud Bt-kukuřice), který kukuřici propůjčuje odolnost proti škodlivému zavíječi kukuřičnému (Ostrinia nubilalis) nebo bázlivci kukuřičnému (Diabrotica virgifera). Produktem tohoto genu je protein, který je nejprve aktivován trávicími enzymy cílového hmyzu a poté se specificky váže na receptory v jeho střevech, kde vytváří póry. Stejný protein používají pro kontrolu hmyzu ekologičtí zemědělci od první poloviny 20. století. Tento protein je neškodný pro jiné druhy hmyzu, zvířata či ptáky a díky tomu, že se v trávicím ústrojí člověka velmi rychle rozkládá, nehrozí ani riziko alergenních reakcí.
Výtky odpůrců jsou většinou namířeny proti použití genového inženýrství jako takového. Mezi nejčastější výtky odpůrců patří možnost vzniku alergenních reakcí u spotřebitelů, nechtěný negativní efekt na necílové druhy hmyzu a nekontrolované křížení s netransgenní kukuřicí či s divokými příbuznými. Především v Mexiku má tato poslední obava racionální základ. Je zapotřebí chránit bohatství lokálních středoamerických odrůd kukuřice, protože představují zdroj biodiverzity pro její další šlechtění. Proto by se mělo zabránit jejich křížení s moderními odrůdami (nezávisle na tom jde-li o GM-odrůdy). V Mexiku je z těchto důvodů pěstování jakékoliv GM kukuřice zakázáno.
Naproti tomu zastánci použití transgenních odrůd tvrdí, že GM-kukuřice snižuje množství toxických chemikálií nutných k ochraně úrody před škůdci. GM odrůdy mohou mít rovněž příznivý vliv na biodiverzitu, protože Bt-toxin působí pouze na housenky okusující kukuřici, zatímco chemická ochrana nespecificky zabíjí veškerý hmyz. Bylo rovněž prokázáno, že GM kukuřice snižuje riziko vývojových deformací u hispánské populace, pro které je kukuřice podstatnou složkou stravy. Je-li kukuřičné zrno nakousnuto od hmyzu, snadněji se na něm uchytí plíseň Fusarium produkující vysoce nebezpečný toxin fumonisin. Díky nižšímu napadení hmyzem by množství fumonisinu v GM kukuřici mělo být nižší.

## Kukuřice jako komodita

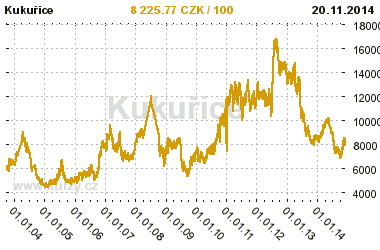
Vývoj ceny kukuřice na komoditních burzách

Kukuřice je komoditní surovinou stejně jako např. kakao, měď nebo ropa, se kterou se obchoduje na komoditních burzách.

## V lidské kultuře
V Mezoamerice je kukuřice vnímána jako životodárná síla a je zbožštěna jako bohyně kukuřice, obvykle ženského pohlaví. Ve Spojených státech jsou kukuřičné klasy vyřezány do hlavic sloupů v budově Kapitolu. Corn Palace v Mitchellu v Jižní Dakotě používá klasy a palice barevné kukuřice k vytvoření muralového designu, který se každoročně obměňuje. Betonová socha Field of Corn v Dublinu v Ohiu zobrazuje stovky kukuřičných klasů v travnatém poli. Na rubové straně chorvatské mince 1 lipa, ražené od roku 1993, je vyobrazen kukuřičný stonek se dvěma zralými klasy.
Kukuřičná zrna byla někdy symbolem zbabělosti, protože kukuřice se krmí slepicím, které představují zbabělce. V měsících před chilským převratem v roce 1973 házeli odpůrci Salvadora Allendeho kukuřici na vojenská kasárna jako výzvu k jeho svržení.